# Plecotus teneriffae
Plecotus teneriffae е вид бозайник от семейство Гладконоси прилепи (Vespertilionidae). Видът е застрашен от изчезване.

## Разпространение
Разпространен е в Испания (Канарски острови).